# Sendmail
Sendmail é um agente de transferência de correio (MTA na sigla em inglês) de código aberto, que suporta diversos tipos de transferência de email e métodos de entrega, incluindo o SMTP usado habitualmente pela internet.
Descendente direto do delivermail escrito por Eric Allman, o Sendmail é bastante difundido tanto entre as comunidades de software livre e de código aberto, quanto entre a comunidade UNIX e de software proprietário.